# Colin Brian Haselgrove
Colin Brian Haselgrove (26 de setembro de 1926 — 27 de maio de 1964) foi um matemático inglês.
Conhecido pela refutação da conjectura de Pólya, em 1958.
Haselgrove frequentou a Blundell's School, onde obteve uma bolsa de estudos para o King's College, Cambridge. Obteve o doutorado em 1956, orientado por Albert Ingham.